# Bernard ze Septimánie
Bernard ze Septimánie (795 – 844) byl synem Viléma Akvitánského a jeho druhé manželky Wilteburgy. Měl mimo jiné  titul vévody ze Septimánie (občas uváděného jako markýze z Gothie) a patřil k nejmocnějším franckým velmožům své doby.

## Životopis

### Původ
Jeho otec Vilém z Gellone, později prohlášený za svatého, byl synem hraběte Theodoricha z Autunu a Aldany, dcery Karla Martela, a zároveň tedy bratrancem císaře Karla Velikého, po jehož boku věrně stál a dosáhl věhlasné kariéry. Ten založil klášter Gellone, v jehož zakládajících listinách ze 14. prosince 804 je jeho syn Bernard uveden..

### Barcelonské hrabství
Bernardův nevlastní bratr Bera byl zbaven roku 820 držení Barcelonského hrabství, protože za jeho vlády nastal úpadek franské moci v této části říše, která byla poměrně nedávno vyrvána z muslimské moci, což vedlo k založení Španělské marky za vlády Karla Velikého. 
Novým hrabětem z Barcelony se stal franský šlechtic Rampó, který na příkaz císaře Ludvíka Pobožného zahájil výboje proti muslimům. Po jeho smrti roku 826 se barcelonským hrabětem stal Bernard ze Septimánie, což vedlo k všeobecné vzpouře vizigótské šlechty. Toho vyžil córdobský emír Abd ar-Rahmán II., který oblehl roku 827 Barcelonu. Bernard tuto situaci ustál i přesto, že hrabata Manfred z Orleansu a Hugo z Tours otáleli s pomocí, což je stálo úřady.

### Vzestup a pád u císařského dvora

Panství Bernarda ze Septimánie v letech 826–832

Po úspěšné obraně Barcelony potlačil Bernard i povstání vizigótské šlechty. Za tyto činy se mu dostalo pozornosti císařského dvora, především pak ze strany druhé manželky císaře Ludvíka Pobožného Judity. Roku 829 obdržel titul komorníka a vévody ze Septimánie.
Jeho dvorská kariéra však netrvala dlouho a jelikož panovalo podezření, že ctižádostivý vévoda má svůj podíl na územních nárocích císařovny Judity pro jejího syna Karla (pozdějšího císaře Karla II. Holého), nejstarší ze synů císaře Ludvíka Lothar zasáhl a obvinil Bernarda ze Septimánie z cizoložství s macechou císařovnou Juditou a zahájil válku proti otci.
Bernard byl nucen se nejpozději roku 830 uchýlit na svá panství do Barcelony, kde se rozhodl proti vzpouře císařových synů vzdorovat. O své tituly roku 832 formálně přišel. Jeho vojenská moc a vliv byl stále silný, především v Burgundsku, kde se mohl opřít o moc svého bratra Gaucelma.

### Války mezi císařem Ludvíkem a jeho syny
Ještě téhož roku (830) nechal Lothar oslepit dalšího Bernardova bratra Heriberta. Mezitím Pipin, další ze synů císaře, zajal nevlastní matku Juditu, inicioval sesazení otce a za nového císaře nechal prohlásit Lothara.
Svornost bratrů příliš dlouho netrvala a nespokojená šlechta záhy (i s podporou Pipina Akvitánského a Ludvíka Němce) znovu dosadila na trůn jejich otce Ludvíka Pobožného. Roku 831 došlo k novému dělení říše, kdy opět Pipin Akvitánský projevil nevůli, což na podzim následujícího roku vedlo k formálnímu odebrání jeho akvitánských statků. Roku 833 se k němu připojili oba jeho bratři a války mezi císařem a syny začaly nanovo.
Bernard i jeho bratr Gaucelm zachovali věrnost císaři. Druhý z bratrů byl v únoru roku 834 obklíčen u města Chalon-sur-Saône. Město se vzdalo a Lothar nechal Gaucelma popravit. Jejich sestra Gerberga, která žila jako řeholnice, byla obviněna z čarodějnictví a utopená v sudu.

### Obnova moci

Panství Bernarda ze Septimánie v letech 835–844

V roce 835 získal Bernard své državy zpět a k tomu přibyl i titul hraběte z Toulouse a roku 837 i hraběte z Carcassonne.
Spory mezi císařem a jeho syny ožily, když císař pro nejmladšího syna Karla vymezil území mezi Alemanií a Burgundskem. Ten nakonec po smrti Pipina Akvitánského (838) získal Akvitánii, a to i přes odpor místní šlechty, která se vzbouřila a provolala novým králem Pipina II., syna předchozího, jehož se stal Bernard podporovatelem, ale zároveň se snažil hrát roli zprostředkovatele. 
Uklidnění situace nepřineslo ani úmrtí císaře Ludvíka Pobožného roku 840 a následná občanská válka vyvrcholila roku 841 krvavou  bitvou u Fontenoy , které se však Bernard záměrně nezúčastnil a snažil se zachoval zdánlivou neutralitu.
Roku 843 došlo mezi znesvářenými královskými bratry k uzavření míru Verdunskou smlouvou. Ta naprosto opomenula nároky mladého Pipina II. Akvitánského. Ten se dostal do role vyvlastněného vazala a proti nárokovateli jeho území - Karlu II. Holému - se vzbouřil. Bernard Septimánský se postavil otevřeně na jeho stranu.
Karel II. Holý roku 844 oblehl Toulouse. Podrobnosti událostí nejsou přesně zaznamenány, ale ať již lstí či v bitvě byl Bernard ze Septimánie zajat a popraven stětím. 

## Tituly
- hrabě barcelonský 826 – 832 a znovu 835 – 844
- hrabě z Melgueil 826 – 832 a znovu 835 – 844
- hrabě z Autunu 826 – 830
- vévoda Septmánský (a spolu s tím hrabě z Narbonne a dalších) 826 – 832 a znovu 835 – 844
- hradě z Toulouse 835 – 844
- hrabě z Roussillonu 835 – 844
- hrabě z Carcassonne 837 – 844

## Rodina
Berhard se 24. června roku 824 v Cáchách oženil s Dhuodou, franskou šlechtičnou neznámého původu, ale bezpochyby z vysoce urozeného rodu, o čemž svědčí i její vzdělanost, na dobu 9. století neobvyklou. Mezi léty 841 až 843 sepsala knihu Liber Manualis, která zahrnovala instrukce pro jejího syna Viléma, jak žít správným životem šlechtice a křesťana.
Manželé žili po většinu života odděleně. Bernard buď jako dvořan, vojevůdce nebo ve vyhnanství. Dhuoda pobývala na jejich soukromých statcích v Uzès.
Měli spolu dva syny a dceru.
- Viléma (26. listopadu 826 – 850), pozdější hrabě barcelonský
- Bernarda (22. března 841 – 885/886), příští hrabě z Auvergne
- Regelindis, manželka Wulgrina, zakladateli dynastie Tailleferů, hraběte z Angoulême a Périgordu. Na její původ odkazuje kronika Adémara z Chabannes, avšak podle některých historiků se jedná o omyl, totiž, že Regelindis byla dcerou nikoliv Bernarda ze Septimánie, ale jeho syna Viléma.